# Carlo Piccoli
Carlo Piccoli (Bussolengo, 28 settembre 1970) è un nuotatore italiano.

## Carriera
Atleta paraplegico, è stato campione e primatista italiano nello stile libero e ha partecipato ai campionati europei del 2001 a Palermo vincendo tre medaglie di bronzo nei 50, 100 e 200 m. Nel dicembre 2002 ai campionati mondiali dell'IPC (il comitato paralimpico internazionale) di Mar del Plata ha nuotato in cinque gare arrivando quarto nei 100 m stile libero, ottavo nei 50 m e terzo nei 200 m.
Ha partecipato alle Paralimpiadi estive 2004 vincendo il bronzo nei 200 m stile libero S3 e nuotando in altre due finali, i 100 m (quarto) e i 50 m (quinto). Ha preso parte anche alle Paralimpiadi di Pechino nel 2008.

## Palmarès
categoria: S3 - SM3
| Giochi paralimpici           | 50 m st. libero | 100 m st. libero        | 200 m st. libero | 50 m dorso              | 150 m misti  |
| 2004 Atene Grecia            | 5º 54"15        | 4º 1'57"22              | Bronzo 4'06"20   | ---                     | squalificato |
| 2008 Pechino Cina            | ---             | 10º in batteria 2'38"72 | ---              | ---                     | ---          |
| Campionati mondiali IPC      | 50 m st. libero | 100 m st. libero        | 200 m st. libero | 50 m dorso              | 150 m misti  |
| 2002 Mar del Plata Argentina | 8º 1'09"49      | 4º 2'04"13              | Bronzo 4'10"74   | 10º in batteria 1'16"62 | 7º 4'29"63   |

- Campionati europei IPC
  - Palermo 2001[5]:  bronzo nei 50 m - 100 m - 200 m stile libero